# 中島佐衡
中島 佐衡（なかじま すけひら、1837年（天保7年12月）- 1889年（明治22年）6月13日）は、幕末の長州藩士、明治期の海軍軍人・官僚・政治家。海軍大佐。元老院議官。旧姓・石川。通称・四郎。

## 経歴
長州藩士・石川権之助の息子として生まれる。長州藩海軍局に属し、乙丑丸船長などを務めた。明治元年9月10日（1868年10月25日）大総督府より幕府海軍の脱艦追討のため駿河国清水港へ派遣された。同年11月9日（12月22日）徴士・船将に任じられ、甲鉄艦船将として宮古湾海戦、箱館湾海戦に参戦した。

明治3年7月25日（1870年8月21日）小艦隊の指揮を命ぜられ横浜港と東海地方沿岸の守備に従事。同年11月22日（1871年1月12日）龍驤艦長に就任。同年11月25日（1871年1月15日）海軍少佐に任官し、明治4年2月23日（1870年4月12日）龍驤艦長を退任し、同年9月7日（10月20日）海軍大佐に昇進した。
明治5年2月24日（1872年4月1日）工部省に転じ五等出仕となる。以後、造船権頭兼製作権頭、横須賀造船所在勤、鉱山助、製作寮五等出仕、工部省准奏任御用掛、工部少書記官、工部権大書記官などを歴任し、1885年12月22日、工部省の廃止に伴い非職となる。
1888年6月7日、元老院議官に任じられ、1889年6月に死去した。

## 栄典
位階
- 明治3年11月25日 - 従六位[2]
- 明治4年12月14日 - 正六位[2]
- 1888年（明治21年）6月7日 - 従四位[2]
- 1889年（明治22年）6月13日 - 正四位[2]

勲等
- 1879年（明治12年）11月29日 - 勲五等[2]
- 1888年（明治21年）12月26日 - 勲四等瑞宝章[2][7]